# چرخ گوشت

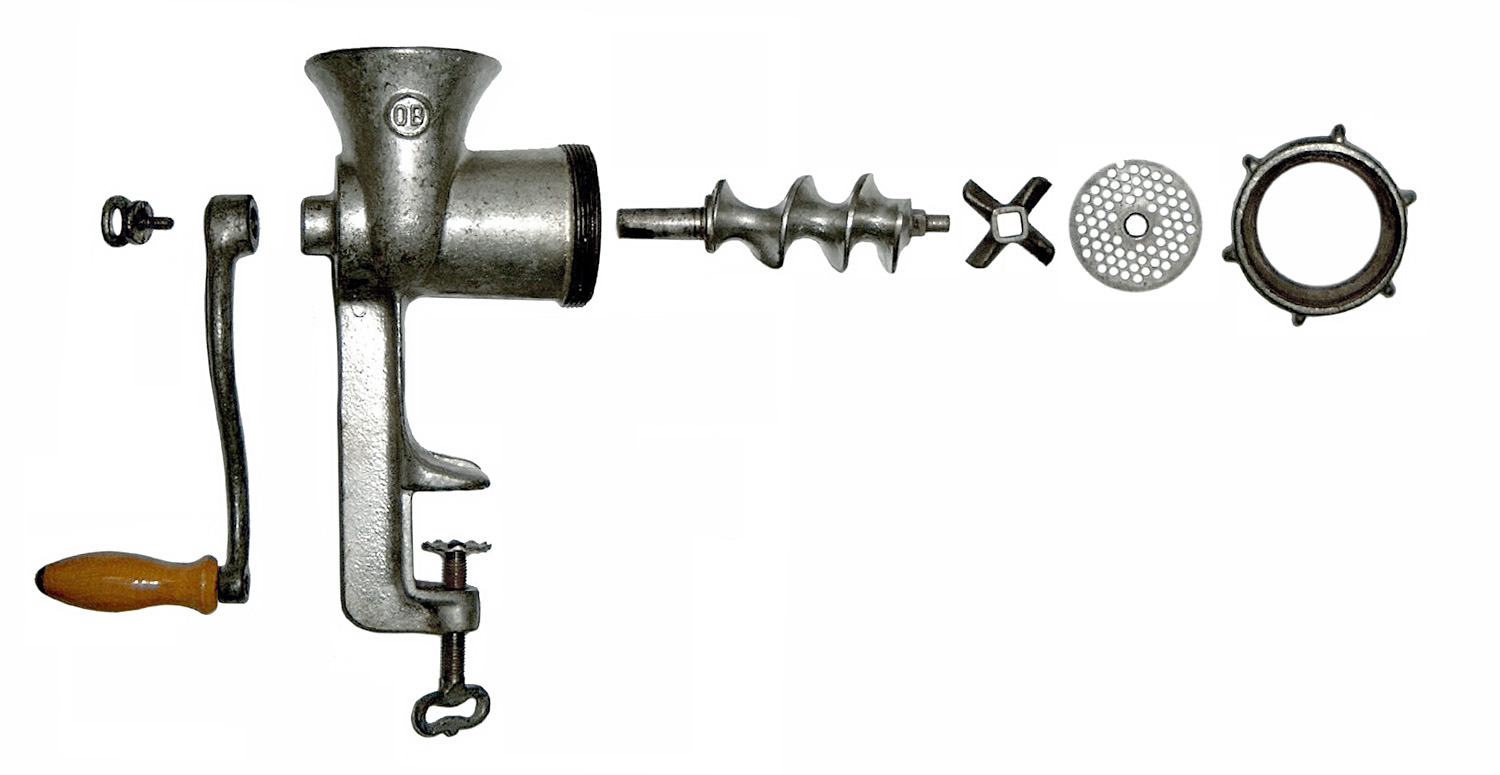
قطعات جداشدهٔ چرخ گوشت دستی

چرخ گوشت دستگاهی برای تبدیل کردن قطعات بزرگ گوشت به قطعات ریزتر است. بهترین چرخ گوشت‌ها در دو نوع دستی و برقی موجود بوده و سایزهای متفاوتی دارند که بسته به این سایزها میزان گوشت وارد شده به دستگاه و ضخامت آن کم و زیاد می‌شود.

## تاریخچه
نیاز بشر به خوردن گوشت برای تأمین پروتئین‌های لازم بدن، انسان را به اختراع وسایلی واداشت تا بتواند گوشت شکار خود را قطعه‌قطعه کند تا برای خوردن مناسب‌تر گردد. اما، با گذشت زمان و تغییر نحوهٔ غذا خوردن و نیاز بشر به تنوع غذایی، او را به فکر اختراع وسیله‌ای انداخت تا بتواند به کمک آن قطعات گوشت را ریزتر کند. در ابتدا از هاون برای این کار استفاده می‌شد، بدین‌صورت که گوشت را در ظرفی توخالی می‌ریختند و با ضربات متعدد و زیاد، اقدام به کوبیدن گوشت در این ظرف به‌وسیلهٔ هاونگ می‌کردند؛ اما به‌دلیل هوشمندی انسان و میل به راحتی بیشتر، در اوایل قرن بیستم، یعنی قبل از جنگ جهانی اول، در کشور آلمان آشپزی ناشناس اقدام به ساخت وسیله‌ای کرد که با چرخاندن دستهٔ آن می‌توانست گوشت را به حالت خمیری درآورَد.
همان‌گونه که در شکل مشاهده می‌کنید، این وسیله بسیار ساده بوده و تنها از اجزا بسیار ساده‌ای ساخته می‌شد.

اجزای چرخ گوشت عبارت‌اند از تیغه که از جنس فولاد ساخته می‌شده، میلهٔ جلوبرنده که به حالت حلزونی ساخته شده و گوشت را با فشار به طرف تیغه هدایت می‌کرد. قطعهٔ بعدی فیلتر بوده که شامل ورقه‌ای صاف با سطحی سوراخ‌سوراخ (متخلخل) است که محل خروج گوشت خمیرشده از دستگاه بوده است. قسمت دیگر محفظهٔ اولیهٔ گوشت است که دارای دهنهٔ گشاد بوده و محل انداختن گوشت به داخل دستگاه محسوب می‌شود.
اما بعد از جنگ جهانی دوم و استفاده از وسایل برقی به میزان گسترده اولین چرخ گوشت برقی توسط مخترعان آمریکایی ساخته و به‌طور گسترده وارد بازار جهانی شد به‌طوری که اولین چرخ گوشت برقی توسط شرکت جنرال موتورز وارد بازار جهانی شد دارای قیمتی زیاد، صدای بسیار بلند و بازده کمی بود اما با ورود کشور ژاپن به جمع تولیدکنندگان، این وسیله با بازدهی بهتر و قیمت مناسب تر وارد بازار شد و مورد استفاده هر خانه‌ای در دنیا که دارای دسترسی به برق بود گردید.

## مشخصات مهم
از مهم‌ترین مشخصات چرخ گوشت می‌توان به قدرت چرخ‌کنندگی آن (بر حسب گرَم در دقیقه)، سرعت چرخ‌کنندگی (بر حسب دور بر دقیقه)، نوع ولتاژ تغذیه (برحسب ولت)، توان موتور (بر حسب وات)، و وزن دستگاه (بر حسب کیلوگرم) نام برد.

## ساختار داخلی
اکثر چرخ گوشت‌های خانگی را می‌توان از نظر وضعیت موتور و بدنه نسبت به هم به دو دستهٔ افقی و عمودی تقسیم کرد. موتور این چرخ گوشت‌ها از نوع اونیورسال است. مدار الکتریکی چرخ گوشت‌ها معمولاً ساده است، اما برخی از انواع آن‌ها دراری معکوس‌کنندهٔ دور موتور هستند که به صورت لحظه‌ای موتور را در جهت عکس به حرکت درمی‌آورد و برای رفع گریپاژ (گیر کردن موتور) به کار می‌رود. تیغ و پنجرهٔ چرخ گوشت دارای لبه‌های تیزی هستند که میلهٔ مارپیچ گوشت را به سمت آن‌ها می‌راند و باعث چرخ‌شدن گوشت می‌شوند، این تیغه‌ها را نباید با سنگ‌های معمولی تیز کرد و برای تیز کردنشان از سنگ مغناطیسی استفاده می‌شود.
با توجه به اینکه موتور از نوع اونیورسال است، دارای زغال می‌باشد که باید پس از اینکه طول آن به ۱٫۳ طول اولیه رسید آن را تعویض کرد. در صورت خوردگی سطح کلکتور بر اثر جرقه باید موتور را برای بالانس و تعمیر به تعمیرکار متخصص ارجاع داد.
سرعت موتور یک چرخ گوشت ممکن است ۲۲٬۰۰۰ دور بر دقیقه باشد ولی سرعت چرخ‌کنندگی‌اش ۲۵۰ دور بر دقیقه، برای این تبدیل سرعت از چرخ‌دنده‌هایی با نسبت ۱٫۸۳ استفاده شده است. چرخ‌دنده‌ها در داخل گیربکس (جعبه‌دنده) قرار دارند و وظیفهٔ بالا بردن گشتاور موتور به بهای پایین‌آمدن سرعتش را بر عهده دارند. در گیربکس باید از گریس نسوز استفاده کرد و در استفاده از گریس نسوز نیز باید دقت داشت که اگر مقدارش از حدی بیشتر شود باعث گیر مکانیکی دستگاه خواهد شد.

## نگارخانه

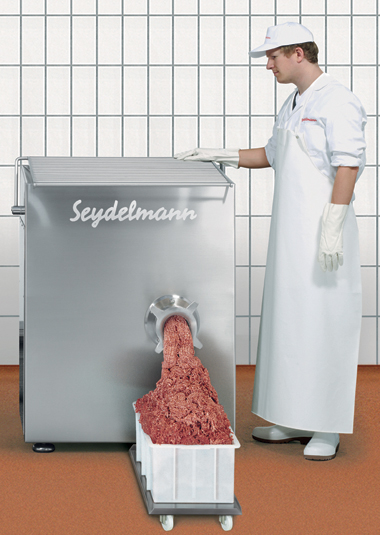
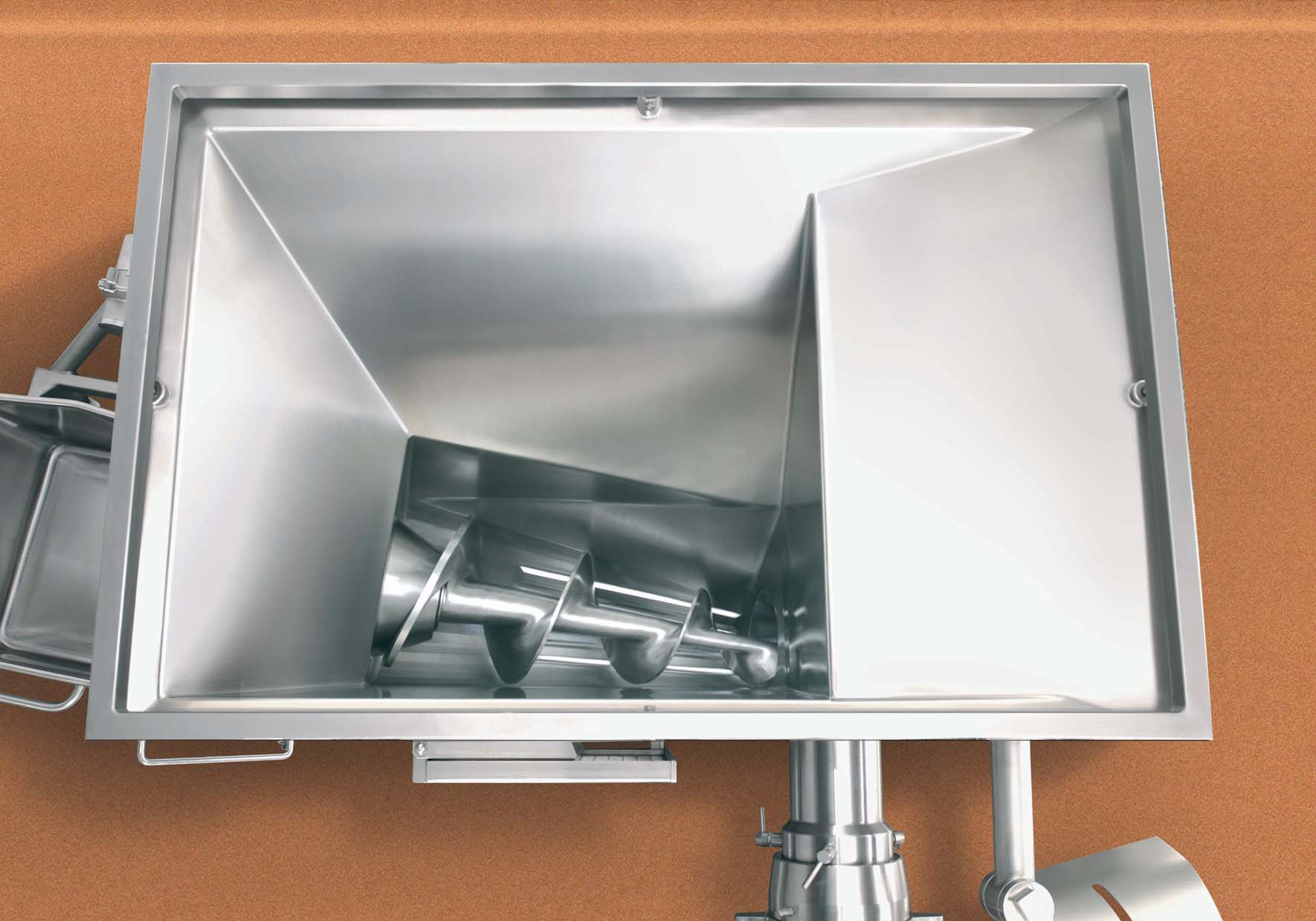
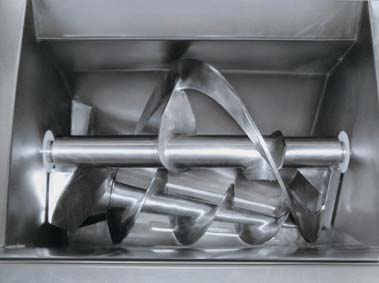
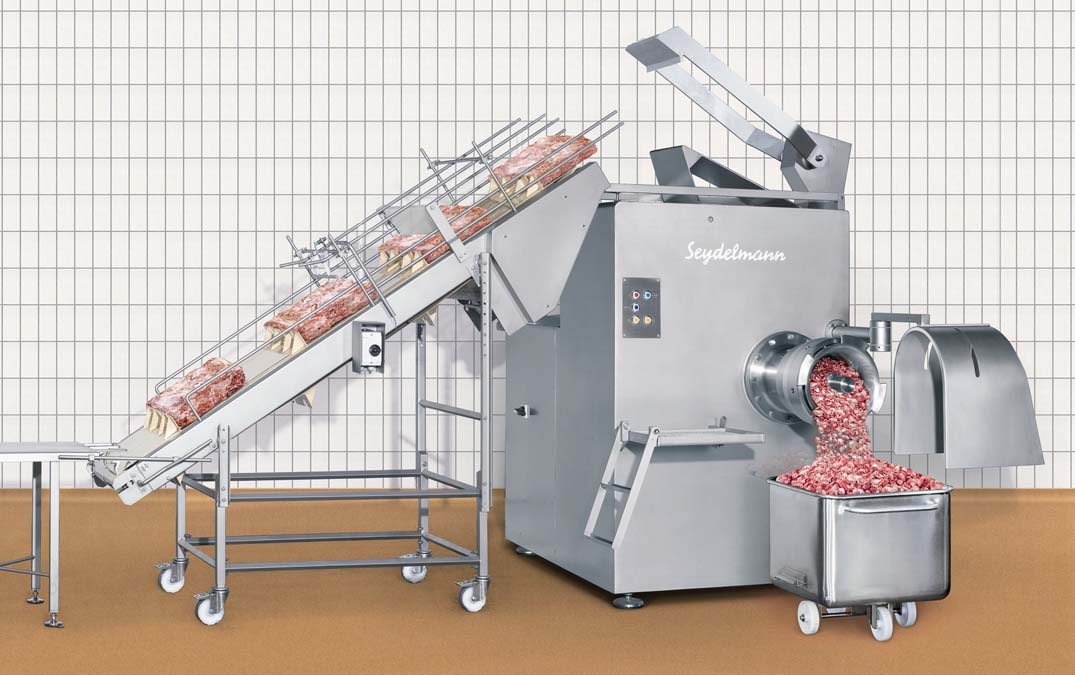